# Concilio de Roma (487)
En el mes de marzo del año 487, el Papa Félix III celebró un concilio en la Basílica de Constantino de Roma para la reconciliación de los que habían caído en África en la cruel persecución de Hunérico, Rey de los Vándalos. 
Se hallaron en él cuarenta y cuatro Obispos asistidos de setenta y seis presbíteros. El Papa propuso primero el asunto de su aflicción pero no se ve lo que se resolvió en este Concilio ni la continuación de las Actas tiene otra cosa más que una Carta del Papa a todos los Obispos, la cual es un monumento precioso de la antigüedad sobre la penitencia y nos hace comprender que la Iglesia Romana, conservaba aún todo el rigor de la antigua disciplina y que se hallaba persuadida a que se debían tratar los pecadores con fuerza y al mismo tiempo con benignidad porque dice este Papa: 
Cuando prolongamos la satisfacción y la penitencia del pecador tenemos la gloria y la alegría de hallar su alma más pura y mejor dispuesta para recibir el perdón; se deben romper las redes del demonio y sacar de ellas las almas que ha enredado. Pero para esto es necesario aplicar a sus llagas los remedios proporcionados para que si se les quieren cerrar antes de tiempo no sirva esto, no solo de nada a unas personas inficionadas de una peste mortal sino que los medios no lleguen también a hacerse tan culpables como los enfermos, por haber curado muy ligeramente un mal tan pernicioso.
La disposición general que este Papa pide a todos los penitentes es: 
- Primero, confesarse enteramente de sus faltas y persuadirse de que el que engaña se engaña a sí mismo porque la facilidad de los hombres no debilita en modo alguno la Justicia del Tribunal Supremo.
- Segundo, de humillarse, de llorarse sinceramente a sí mismo, de renunciar a toda delicadeza, para abrazar los ayunos, los llantos y las demás prácticas saludables de penitencia que se les prescriban.

Después entra en la explicación. Ordena que los Obispos, los Presbíteros o los Diáconos que hayan consentido en ser rebautizados, voluntariamente o aún por la violencia de los tormentos, quedarán sujetos a la penitencia hasta la muerte, privados de la gracia de orar con los Fieles y aún con los catecúmenos: y solo les concede la comunión laical en la muerte. En quanto a los demás Eclesiásticos, los Monjes, las Vírgenes, los Seculares, que habiendo caído sin ser forzados, se hallen tocados de un verdadero deseo de levantarse, ordena que pasarán tres años en la clase de los catecúmenos y siete en la de los penitentes; que se humillarán bajo la mano de los Presbíteros, sin avergonzarse de bajar la cabeza delante de Dios a quien no se han avergonzado de renunciar y que estarán dos años orando con los Seglares sin ofrecer ninguna oblación. Que si las mismas personas han caído por la violencia de los tormentos, las admite a la participación del Sacramento por la imposición de las manos, después de una penitencia de tres años. Parece que sujeta a la misma pena a los que los Arrianos habían bautizado contra su gusto, lo que parece arreglado en cuanto a los que después habían entrado en la comunión de los Arrianos.
Por lo que toca a los Niños, Clérigos o Seglares, ordena que pasarán algún tiempo bajo la imposición de las manos y que se les dará después la Comunión pero que ni ellos ni cualquier otro que sea bautizado o rebautizado fuera de la Iglesia Católica, no podrá ser admitido a la Clericatura; que los Catecúmenos que hayan recibido el Bautismo de los Arrianos, estarán tres años con los oyentes; después se les permitirá orar con los demás Fieles, hasta que reciban la gracia de la Comunión. Como la regla general es dar la Eucaristía a los penitentes que la piden en la muerte, ordena el Papa que se les conceda y que cualquier Sacerdote pueda hacerlo; pero que si estas personas recobran la salud, se mantendrán solo en la Comunión de las oraciones hasta que hayan concluido el tiempo que se les ha señalado para la penitencia; en lo que cita, como en otros diversos parajes, el Concilio de Nicea.